# ليونيل ريتشارد
ليونيل ريتشارد (بالفرنسية: Lionel Richard)‏ هو كاتب وشاعر فرنسي، ولد في 25 نوفمبر 1938 في درو (فرنسا) في فرنسا.